# Tom Starke
Tom Peter Starke (sinh ngày 18 tháng 3 năm 1981) là một cựu cầu thủ bóng đá người Đức chơi ở vị trí thủ môn.

## Sự nghiệp cầu thủ
Starke từng là cầu thủ thuộc biên chế của đội bóng FC Bayern München. Anh có trận đấu đầu tiên cho câu lạc bộ vào ngày 31 tháng 10 năm 2012 trong trận đấu gặp 1. FC Kaiserslautern tại DFB-Pokal. Lần ra mắt đầu tiên tại Bundesliga của Starke là trận thắng 1–0 của Bayern trước đội bóng cũ của anh, TSG 1899 Hoffenheim, vào ngày 3 tháng 3 năm 2013. Starke được ra sân lần thứ 2 tại Bundesliga trong trận gặp 1. FC Nürnberg vào ngày 13 tháng 4 năm 2013. Cũng trong trận đấu đó, anh đã cản phá được 1 quả penalty của Timmy Simons bằng chính mặt của mình.

## Thống kê sự nghiệp
| Câu lạc bộ                             | Câu lạc bộ          | Câu lạc bộ          | Bundesliga | Bundesliga | Cúp quốc gia | Cúp quốc gia | châu Âu | châu Âu | Khác  | Khác  | Tổng cộng | Tổng cộng |
| Câu lạc bộ                             | Bundesliga          | Mùa giải            | Trận       | Bàn        | Trận         | Bàn          | Trận    | Bàn     | Trận  | Bàn   | Trận      | Bàn       |
| Đức                                    | Đức                 | Đức                 | Bundesliga | Bundesliga | DFB-Pokal    | DFB-Pokal    | Châu Âu | Châu Âu | Khác1 | Khác1 | Tổng cộng | Tổng cộng |
| -------------------------------------- | ------------------- | ------------------- | ---------- | ---------- | ------------ | ------------ | ------- | ------- | ----- | ----- | --------- | --------- |
| Bayer Leverkusen II                    | Regionalliga Nord   | 2000–01             | 0          | 0          | 1            | 0            | —       | —       | —     | —     | 1         | 0         |
| Bayer Leverkusen II                    | Regionalliga Nord   | 2001–02             | 20         | 0          | —            | —            | —       | —       | —     | —     | 20        | 0         |
| Bayer Leverkusen II                    | Regionalliga Nord   | 2002–03             | 22         | 0          | —            | —            | —       | —       | —     | —     | 22        | 0         |
| Bayer Leverkusen II                    | Regionalliga Nord   | 2003–04             | 0          | 0          | 1            | 0            | —       | —       | —     | —     | 1         | 0         |
| Bayer Leverkusen II                    | Regionalliga Nord   | 2005–06             | 5          | 0          | —            | —            | —       | —       | —     | —     | 5         | 0         |
| Bayer Leverkusen II                    | Tổng cộng           | Tổng cộng           | 47         | 0          | 2            | 0            | —       | —       | —     | —     | 49        | 0         |
| Hamburg (mượn)                         | Bundesliga          | 2003–04             | 2          | 0          | 0            | 0            | 0       | 0       | 0     | 0     | 2         | 0         |
| Hamburg II (mượn)                      | Regionalliga Nord   | 2003–04             | 2          | 0          | —            | —            | —       | —       | —     | —     | 2         | 0         |
| Bayer Leverkusen                       | Bundesliga          | 2004–05             | 0          | 0          | 0            | 0            | 0       | 0       | 1     | 0     | 1         | 0         |
| Paderborn                              | 2. Bundesliga       | 2005–06             | 17         | 0          | 0            | 0            | —       | —       | —     | —     | 17        | 0         |
| Paderborn                              | 2. Bundesliga       | 2006–07             | 30         | 0          | 2            | 0            | —       | —       | —     | —     | 32        | 0         |
| Paderborn                              | Tổng cộng           | Tổng cộng           | 47         | 0          | 2            | 0            | —       | —       | —     | —     | 49        | 0         |
| Duisburg                               | Bundesliga          | 2007–08             | 31         | 0          | 2            | 0            | —       | —       | —     | —     | 33        | 0         |
| Duisburg                               | 2. Bundesliga       | 2008–09             | 24         | 0          | 1            | 0            | —       | —       | —     | —     | 25        | 0         |
| Duisburg                               | 2. Bundesliga       | 2009–10             | 31         | 0          | 3            | 0            | —       | —       | —     | —     | 34        | 0         |
| Duisburg                               | Tổng cộng           | Tổng cộng           | 86         | 0          | 6            | 0            | —       | —       | —     | —     | 92        | 0         |
| 1899 Hoffenheim                        | Bundesliga          | 2010–11             | 25         | 0          | 3            | 0            | —       | —       | —     | —     | 28        | 0         |
| 1899 Hoffenheim                        | Bundesliga          | 2011–12             | 33         | 0          | 3            | 0            | —       | —       | —     | —     | 36        | 0         |
| 1899 Hoffenheim                        | Tổng cộng           | Tổng cộng           | 58         | 0          | 6            | 0            | —       | —       | —     | —     | 64        | 0         |
| Bayern München                         | Bundesliga          | 2012–13             | 3          | 0          | 1            | 0            | 0       | 0       | 0     | 0     | 4         | 0         |
| Bayern München                         | Bundesliga          | 2013–14             | 2          | 0          | 0            | 0            | 0       | 0       | 1     | 0     | 3         | 0         |
| Bayern München                         | Bundesliga          | 2014–15             | 0          | 0          | 0            | 0            | 0       | 0       | 0     | 0     | 0         | 0         |
| Bayern München                         | Bundesliga          | 2015–16             | 0          | 0          | 0            | 0            | 0       | 0       | 0     | 0     | 0         | 0         |
| Bayern München                         | Tổng cộng           | Tổng cộng           | 5          | 0          | 1            | 0            | 0       | 0       | 1     | 0     | 7         | 0         |
| Tổng cộng sự nghiệp                    | Tổng cộng sự nghiệp | Tổng cộng sự nghiệp | 247        | 0          | 17           | 0            | 0       | 0       | 2     | 0     | 266       | 0         |
| Cập nhật lần cuối: 19 tháng 7 năm 2015 |                     |                     |            |            |              |              |         |         |       |       |           |           |

## Danh hiệu
Bayern München
- DFL-Supercup: 2012
- Bundesliga: 2012–13, 2013–14
- UEFA Champions League: 2012–13
- DFB-Pokal: 2012–13, 2013–14
- Siêu cúp châu Âu: 2013
- FIFA Club World Cup: 2013